# 1102

Els estats croats el 1102.

El 1102 (MCII) fou un any comú del segle xii que va començar en dimecres

## Esdeveniments
- Fundació del comtat de Trípoli
- Ermengol VI esdevé comte d'Urgell
- Batalla de Mollerussa[1] entre els comtes catalans i els militars musulmans
- Albert I és considerat antipapa
- Alfons VI de Castella ordena evacuar València, que caurà després en mans àrabs
- Kálmán I d'Hongria esdevé rei de Croàcia
- Inici del regnat de Toros I a la Petita Armènia
- Primera documentació de l'església de Sant Iscle i Santa Victòria de Surp
- Pere Abelard comença a ensenyar tesis precursores de l'escolàstica[2]
- Cesarea de Palestina cau en mans dels cavallers cristians en el marc de les croades
- Batalla de Ramla entre Jerusalem i Egipte
- Inici del domini dels ortúkides[3]

## Naixements
- ca. 7 de febrer, Westminster: Matilde d'Anglaterra, hereva legítima i reclamant al tron anglès (m. 1167).[4]

## Necrològiques
- Ladislau I Herman
- Ermengol V, mort en combat
- Guislabert II de Rosselló, comte
- Hug de Vermandois, príncep francès